# Paranthropus robustus
Paranthropus robustus (por vezes classificado como Australopithecus robustus), é uma espécie extinta de hominídeo que viveu na África durante o Pleistoceno, entre aproximadamente 2 a 1 milhões de anos atrás, sendo este o único período em que se acredita que a espécie existiu. Faz parte do gênero Paranthropus, que inclui também outras espécies como Paranthropus boisei e Paranthropus aethiopicus. O primeiro espécime de Paranthropus robustus foi descoberto em 1938, em um sítio arqueológico na África do Sul meridional.

Este foi um dos primeiros hominídeos primitivos descritos, ou seja, hominídeos extintos não pertencentes ou antecessores ao gênero Homo, e se tornou a espécie-tipo do gênero Paranthropus. Em décadas posteriores à sua descoberta, alguns cientistas vêm argumentando que o termo “Paranthropus” é um agrupamento inválido e sinônimo de Australopithecus, então a espécie também é frequentemente classificada como Australopithecus robustus quando descrita. No entanto, estudos recentes afirmam que o Paranthropus seria mais geneticamente próximo ao gênero Homo do que o Australopithecus, devido a maiores semelhanças de sua estrutura craniana com espécies humanas do que espécies de Australopithecus.

## Características
A anatomia dos membros do Paranthropus robustus é semelhante à de outros australopitecíneos, tendo corpos pequenos e mantendo características físicas primitivas, indicando uma capacidade de caminhada menos eficiente do que os humanos modernos, porém capazes de locomoção bípede. Todavia, o que diferenciava os Paranthropus de seus antecessores hominídeos, é morfologicamente a estrutura pesada dos ossos, dentre estes, os do gênero Robustus se diferenciavam em relação aos demais do seu gene e fazia jus ao seu nome latino por este ter mandíbulas muito maiores, bem como uma crista óssea no topo de seu crânio, dando uma aparência muito mais robusta à espécie, esta crista poderia servir como apoio para músculos das enormes mandíbulas das deles, aumentando a capacidade de força de mordida de maneira considerável devido à maior estrutura muscular e aporte ósseo para tal tarefa.
Baseado em 3 espécimes encontrados na África do Sul, os machos podem ter medido em torno de 1,32 metros de altura, enquanto as fêmeas tinham em média 1,10 metros, sendo o peso médio dos machos em torno de 40 quilos e o das fêmeas 30 quilos, apresentando sinais claros de dimorfismo sexual, estes muito superiores aos vistos em espécies mais geneticamente próximas como as espécies do gênero Homo e as do gênero pan (bonobos e chimpanzés), sendo similar aos níveis de diferenças sexuais vistos no Paranthropus mais similares ao dos Gorilas, espécie notada por ser uma das com maiores diferenças sexuais entre os mamíferos.
O volume cerebral variava do Paranthropus variava entre 450 a 476 centímetros cúbicos, em comparação com os contemporâneos Homo, cujo volume cerebral variava de 500 a 900 centímetros cúbicos, isso sugeria uma menor capacidade cognitiva dos membros deste gene extinto.

### Alimentação:
Estima-se que eles consumiam uma alta proporção de plantas de savana, além de frutas, órgãos de armazenamento subterrâneos (como raízes e tubérculos) e talvez mel e térmitas. Como apontado por Peter K. Ungar e Frederick E. Grine em seu artigo “Incisor size and wear in Australopithecus africanus and Paranthropus robustus”, as características dentárias do Paranthropus robustus poderiam indicar que este tinha uma alimentação baseada em fontes menos duras do que outras espécies de Australopithecus, como o Africanus, o que contrasta com a estrutura robusta de seu crânio.

### Comportamento e Inteligência:
Por ser uma espécie de cérebro reduzido, inferior aos seus contemporâneos do gênero Homo, e se alimentar principalmente de vegetais e outros alimentos de baixo valor nutricional, é muito presumido que o Paranthropus era incapaz da produção e uso de ferramentas. Essa suposição baseia-se principalmente no fato de que o uso de ferramentas complexas só se tornou proeminente em “espécies humanas” (ou seja: do gênero Homo) quando estas já tinham um cérebro de tamanho em torno de 750-1000 centímetros cúbicos, números estes sendo muito acima da média no gênero Paranthropus todo. Entretanto, como apontado por Randall L. Susman, a espécie apresenta evidências claras de uso e possivelmente confecção de ferramentas complexas, tendo mãos adaptadas para tal função, o que não é comumente visto em fósseis de australopithecus anteriores.
É incerto se o Paranthropus robustus vivia em uma sociedade de harém como os gorilas ou uma sociedade multi-macho como os babuínos, mas devido às características como alto dimorfismo sexual, pode-se estimar que seria bem possível haver alguma espécie de hierarquia nas sociedades desta espécie, dado que hierarquias sexuais tendem a se estabelecer com mais frequência em espécies com dimorfismo sexual pronunciado, o que era o caso do Paranthropus robustus devido à sua grande diferença de tamanho entre machos e fêmeas, bem como também é sugerido que fosse possível uma alta competição entre os machos para disputar por parceiras sexuais, como visto em outras espécies altamente dimórficas.

### Extinção
Embora haja poucas evidências claras de como a extinção do gene Paranthropus, em especial a espécie robustus, veio ao fim, evidências de mudanças climáticas apontam como isso pode ter decorrido, além, é claro, de outras questões também pertinentes como competições com espécies do gênero Homo que convivam em sua época.